# Bombardeo de Isfara
El bombardeo de Isfara comprende una serie de ataques separados con misiles balísticos en la ciudad de Isfara, Tayikistán, durante el mes de septiembre de 2022, llevados a cabo por las Fuerzas Armadas de Kirguistán. Los ataques dejaron un saldo de 12 a 35 muertos, además de ser el suceso más grave del conflicto kirguís-tayiko.

## Ataques
El Servicio de Fronteras de Kirguistán, primero acusando a Tayikistán de bombardear la aldea de Pasky-Aryk, como respuesta comenzó a bombardear en represalia asentamientos tayikos como Khistevarz, Khojai-Alo, Kummazor, Ovchikalacha, Surkh, Isfara, Lakkon, Somion, Bobojon-Gafurov, Chorbog, Kanidabam, Bogiston, Buston.
El 16 de septiembre de 2022, tras el bombardeo de la ciudad tayika de Isfara por parte del ejército de Kirguistán, 4 personas murieron en una ambulancia.
El 18 de septiembre, después del bombardeo del ejército kirguís, 5 miembros de una familia y 2 niños fueron asesinados.

## Reacciones
El 24 de noviembre, el Departamento de Defensa de los Estados Unidos entregó ayuda humanitaria a Isfara para las víctimas de los bombardeos.